# 小平尾町
小平尾町（こびらおちょう）は、奈良県生駒市の町名。郵便番号は630-0226。

## 地理
生駒市の南端に位置し、北に萩原町、藤尾町、西から南に生駒郡平群町、東に東山町、萩の台、小瀬町と接する。

### 河川
- 竜田川
- 大谷川 - 竜田川支流[5]。

## 歴史
小平尾村は大和国平群郡に属し、江戸時代初めは幕府領、元和元年（1615年）からは郡山藩領、延宝7年（1679年）からは旗本の松平氏領となった。
小平尾の西部では、生駒山脈の頂上に近づくにつれ閃緑岩や斑糲岩が山肌に露出しており、「生駒石」の名で商品化されるなどしている。

### 地名の由来
小平尾地区の多くは生駒山脈から続くやや幅広の尾根となっており、このことから「小平尾」と名付けられたとも推測される。

### 沿革
- 1889年（明治22年） - 萩原村・藤尾村・西畑村・鬼取村・小倉寺村・大門村・有里村・壱部村・小瀬村・乙田村と合併して南生駒村が発足[7]。南生駒村大字小平尾となる[8]。
- 1955年（昭和30年） - 生駒町の大字となる[8]。
- 1971年（昭和46年） - 生駒市小平尾町となる[8]。

## 世帯数と人口
2019年（令和元年）10月1日現在の世帯数と人口は以下の通りである。
| 町丁     | 世帯数    | 人口    |
| -------- | --------- | ------- |
| 小平尾町 | 1,077世帯 | 2,414人 |

### 人口の変遷
国勢調査による人口の推移。
| 1995年（平成7年）  | 2,985人 | [ 9 ]  |  |
| 2000年（平成12年） | 2,899人 | [ 10 ] |  |
| 2005年（平成17年） | 2,678人 | [ 11 ] |  |
| 2010年（平成22年） | 2,543人 | [ 12 ] |  |
| 2015年（平成27年） | 2,406人 | [ 13 ] |  |

### 世帯数の変遷
国勢調査による世帯数の推移。
| 1995年（平成7年）  | 888世帯   | [ 9 ]  |  |
| 2000年（平成12年） | 953世帯   | [ 10 ] |  |
| 2005年（平成17年） | 927世帯   | [ 11 ] |  |
| 2010年（平成22年） | 1,012世帯 | [ 12 ] |  |
| 2015年（平成27年） | 982世帯   | [ 13 ] |  |

## 事業所
2016年（平成28年）現在の経済センサス調査による事業所数と従業員数は以下の通りである。
| 町丁     | 事業所数 | 従業員数 |
| -------- | -------- | -------- |
| 小平尾町 | 57事業所 | 597人    |

## 交通

### 鉄道
最寄駅は近鉄生駒線萩の台駅（萩の台）、東山駅（東山町）。

### 道路
- 国道168号

## 施設
- 生駒市立生駒南第二小学校
- TAC井出山スポーツパーク
- 宝幢寺
- 浄因寺